# A Milhouse Divided
"A Milhouse Divided" är avsnitt sex från säsong åtta av Simpsons och sändes på Fox i USA den 1 december 1996. Milhouses föräldrar Kirk och Luann skiljer sig vilket får Homer att utforska sitt äktenskap. Avsnittet regisserades av Steven Dean Moore och var det enda som Steve Tompkins skrev själv.

## Handling
Marge har en middagsbjudning med sina vänner. Familjen Flanders, Lovejoys, Hibberts och Van Houtens blir bjudna. Paret van Houtens bråkar med varandra under nästan hela bjudningen under tiden som barnen leker med varandra på övervåningen. Marge försöker lugna ner dem men misslyckas och Luann berättar för Kirk att hon vill skilja sig.
Kirk flyttar till en lägenhet och får sparken från sin svärfars företag och blir deprimerad. Luann mår bättre än på flera år och börjar dejta Chase från American Gladiators där han är känd som Pyro. Han blir snabbt god vän med Milhouse. Kirk börjar dejta Starla från en lokal radiostation men deras relation spricker då hon stjäl hans bil och förstör hans demoband som hon skulle spela på stationen. Homer tar Kirk till Moe's Tavern där han berättar för Homer hur snabbt ett äktenskap kan spricka. Homer berättar för honom att han och Marge alltid kommer att vara ihop men då han kommer hem ser han att Marge lämnat korv för tining i handfatet precis som Kirk berättade hände honom innan hans äktenskap sprack och han blir rädd att samma sak kommer att hända honom. Homer tar hjälp av Lisa för att ta reda på hur han kan rädda sitt äktenskap men hon berättar för honom att han inte behöver oroa sig. Homer tänker på sitt bröllop med Marge och hur självisk han är. Han försöker gottgöra Marge genom att bjuda henne på restaurang, göra lugnande havsljud och klippa hennes hår men han upptäcker att hans försök misslyckas och han skiljer sig.
Då Marge kommer hem efter att ha handlat är Homer och hennes vänner där och han berättar för henne att han vill gifta om sig med henne. Marge berättar att de inte behöver det men Homer konfronterar då henne med att han har skilt sig och han vill ge henne ett riktigt bröllop. De två gifter sig i hemmet med Timothy Lovejoy som vigselförrättare, som i ett senare avsnitt visade sig inte ha rätt tillstånd för att viga dem. Kirk försöker få Luann att komma tillbaka och sjunger sin sång "Can I Borrow a Feeling", för henne men hon vill inte gifta sig med honom igen och han tvingas lämna huset.

## Produktion
"A Milhouse Divided" är det enda avsnittet som Steve Tompkins skrivit själv fastän han hade arbetat med författarna i flera år. Författarna bestämde sig för att något par skulle skilja sig. De ville göra så att de såg ut som de blev ihop på slutet men ändå blev skilda i fortsättningen. Familjen Van Houtens fick bli paret för de ansåg att de var mest utvecklade paret i seriens historia efter Simpson och Lovejoy. Det hade tidigare i "Sideshow Bob's Last Gleaming" framkommit att familjen hade problem eftersom de skickat Milhouse till en psykolog. Från början handlade avsnittet mera om Milhouse och hur Bart blev avundsjuk på honom och han försökte få Marge och Homer att separera. Delen både skrevs och animerades men klipptes bort då avsnittet blev för långt. I tredje akten har Homer och Marge huvudrollen då författarna ansåg att tittarna inte orkar med att ha Van Houtens i huvudrollen hela tiden. Bill Oakley anser att avsnittet skulle misslyckats om de lät Van Houtens vara med hela tredje akten  och de flesta andra författarna höll med. Idén om att ha en middagsfest kom från Bill Oakley som de hade i "The War of the Simpsons".
I andra delen fick Luann se yngre ut och gavs en ny klädstil. Under eftertexterna skulle Sheryl Crow sjunga "Can I Borrow a Feeling?" men hon tackade nej och delen togs bort.

## Mottagande
Avsnittet hamnade på plats 50 över mest sedda program under veckan med en Nielsen ratings på 8,3 vilket gav åtta miljoner hushåll. Avsnittet var det fjärde mest sedda på Fox under veckan. Warren Martyn och Adrian Wood har i boken I Can't Believe It's a Bigger and Better Updated Unofficial Simpsons Guide, kallt avsnittet mer drama än komedi och att de var ärliga och skilsmässan och gillade effekterna Milhouse fick.